# جیاوژو (شاندونگ)
جیاوژو (شاندونگ) (به لاتین: Jiaozhou City) یک county-level city در جمهوری خلق چین است که در چینگدائو واقع شده‌است.